# Evanirvana aurea
Evanirvana aurea är en insektsart som beskrevs av Hill 1973. Evanirvana aurea ingår i släktet Evanirvana och familjen dvärgstritar. Inga underarter finns listade i Catalogue of Life.